# George MacDonald Fraser
George MacDonald Fraser (Carlisle, 2 aprile 1925 – Isola di Man, 2 gennaio 2008) è stato uno scrittore britannico di origine scozzese, noto per i romanzi di Flashman, le novelle di McAuslan e la sceneggiatura del film Octopussy - Operazione piovra.

## Biografia
Nacque da genitori scozzesi a Carlisle Suo padre era un medico e sua madre un'infermiera. Fu il padre a trasmettergli la passione per la lettura e per la sua discendenza scozzese.
Studiò alla Carlisle Grammar School e alla Glasgow Academy; in seguito si descrisse come un povero studente a causa della "pigrizia". Ciò significava che non era stato in grado di seguire la volontà del padre di fargli studiare medicina.
Nel 1943, durante la seconda guerra mondiale, si arruolò nel The Border Regiment e venne assegnato a IX Sezione, Compagnia B, IX Battaglione (Bn) nella Indian 17th Infantry Division, nota come la divisione Black Cat dai flash indossati dalle truppe. Combatté in Birmania come soldato di fanteria contro i giapponesi nel 1945; nella campagna di Meiktila e nella marcia su Rangoon. Fraser venne promosso caporale quattro volte, ma venne poi degradato a soldato semplice per tre volte a seguito di reati minori, uno dei quali fu aver perso una teiera. Egli infine mantenne il rango e lo tenne fino a quando non andò alla Commissione giudicatrice del War Office (WOSB). Approfondì il suo servizio attivo in un Reggimento di frontiera nel suo libro autobiografico, Quartered Safe Out Here.
Dopo il completamento del corso OCTU (Officer Cadet Training Unit), Fraser venne inquadrato nei Gordon Highlanders. Servì con loro nel Medio Oriente e Nordafrica subito dopo la guerra, in particolare a Tripoli. Nel 1947 decise di lasciare l'esercito e abbandonò la vita militare. Scrisse storie semi-autobiografiche e aneddoti del suo trascorso con i Gordon Highlanders nella serie "McAuslan".
Dopo il congedo Fraser tornò nel Regno Unito. Attraverso suo padre ottenne un lavoro come reporter tirocinante al Carlisle Journal e sposò una giornalista, Kathleen Hetherington. Si spostò in Canada, lavorando in diversi giornali, prima di tornare nuovamente in Scozia. Dal 1953, lavorò per molti anni come giornalista al The Herald di Glasgow dove fu vicedirettore dal 1964 al 1969. Brevemente fu anche facente funzione di direttore.
Nel 1966 Fraser ebbe l'idea di riprendere il personaggio di Flashman, un vigliacco e prepotente originariamente creato da Thomas Hughes in Tom Brown's School Days trasformandolo in un eroe e scrisse un romanzo sulle sue imprese. Il libro ebbe subito successo e portò alla scrittura di una serie di romanzi, presentati come una serie di memorie scritte dal Flashman novantenne, che guarda indietro ai suoi giorni come eroe dell'Esercito britannico nel corso del XIX secolo. La serie si distinse per l'accuratezza delle impostazioni storiche e le lodi della critica.
Fraser romanzò anche la sua esperienza militare dopoguerra descrivendo le avventure del piuttosto modesto "Dand" MacNeill in un reggimento scozzese di frontiera. Questa serie di racconti è nota per i personaggi forti e strani che circondano McNeill, tra cui un prototipo di colonnello invecchiato, un aiutante Wodehousiano, un sergente attivo e dedicato, un rivoluzionario algerino, mascalzoni vari e imbroglioni, e il più memorabile soldato John McAuslan, il più sporco soldato del mondo. Il gioco del golf, gli scontri con la polizia militare e civile, il trasferimento dei duri a morire ai francesi e i vari disastri di McAuslan, costruivano un quadro dell'esercito britannico nel periodo immediatamente dopo la seconda guerra mondiale.
I diritti cinematografici su Flashman vennero acquisiti da Richard Lester che, non essendo riuscito a trasferire in tempo la storia in una sceneggiatura, chiese a Fraser di scrivere I tre moschettieri nel Natale 1972. Il film ebbe successo e lanciò Fraser anche come sceneggiatore. Per i successivi venti anni alternò al lavoro di scrittore anche quello di sceneggiatore.

## Onorificenze
George MacDonald Fraser venne insignito Ufficiale dell'Ordine dell'Impero Britannico (OBE) nel 1999. Fu un tradizionalista, membro onorario della British Weights and Measures Association, che si oppose con forza all'introduzione del sistema metrico decimale. Morì di cancro il 2 gennaio 2008 all'età di 82 anni.

## Famiglia
Fu il padre del romanziere Caro Fraser e marito di Kathleen con la quale ebbe tre figli, Simon, Caroline e Nicholas. Fu nonno di otto nipoti.

## Opere

### Romanzi su Flashman
La serie con protagonista Harry Paget Flashman costituisce l'opera maggiore di Fraser ed è costituita da dodici libri:
- Flashman (1969)
- Royal Flash (1970)
- Flash for Freedom! (1971)
- Flashman at the Charge (1973)
- Flashman in the Great Game (1975)
- Flashman's Lady (1977)
- Flashman and the Redskins (1982)
- Flashman and the Dragon (1985)
- Flashman and the Mountain of Light (1990)
- Flashman and the Angel of the Lord (1994)
- Flashman and the Tiger (1999)
- Flashman on the March (2005)

### Novelle
- "Dand MacNeill" o "McAuslan" stories, è una serie semi-autobiografica di novelle basata sulla sua esperienza di vita militare nei Gordon Highlanders in Nord Africa e Scozia subito dopo la fine della seconda guerra mondiale.
  - The General Danced at Dawn (1970)
  - McAuslan in the Rough (1974)
  - The Sheikh and the Dustbin (1988)
  - The Complete McAuslan (HarperCollins 2000) (Tutte le storie in tre volumi, con una nuova introduzione.)

### Storia
- The Steel Bonnets (1971), una storia dei Border Reivers del fronte anglo-scozzese.
- The Hollywood History of the World: da One Million Years B.C. ad Apocalypse Now (1988, revisionata nel 1996) Il libro illustra come Hollywood si è posta con la storia. Esso conclude che il livello di analisi storica nella maggior parte dei film è di gran lunga migliore di quanto si possa immaginare. Il testo è illustrato da immagini comparative di figure della storia e degli attori che li hanno interpretati nei film. In molti casi le somiglianze sono impressionanti.

### Memorie
- Quartered Safe Out Here (1992), una memoria delle sue esperienze come soldato di fanteria nel Border Regiment durante la Campagna di Birmania (1944–1945) della seconda guerra mondiale
- The Light's on at Signpost (2002), una memoria sui tempi passati ad Hollywood a scrivere sceneggiature, intervallati da critiche sulla correttezza politica e il New Labour.

### Altri romanzi
- Mr American (1980), un romanzo su un misterioso americano in Inghilterra, il libro prende vita nei confronti dell'eroe Harry Flashman.
- The Pyrates (1983), un romanzo che incorpora tutte le possibili trame sui film di bucanieri.
- Black Ajax (1997), un romanzo su Tom Molineaux, un pugile di colore in Inghilterra. (Così come in Mr American, questo romanzo fa riferimento alla serie Flashman - in questo libro il padre di Sir Harry Flashman ha un ruolo minore.)
- The Candlemass Road (1993), un breve romanzo sui Border Reivers del XVI secolo.
- The Reavers (2007), un romanzo umoristico sui Border Reivers, leggermente legato a Candlemass Road, nello stile di The Pyrates.

### Sceneggiature
Fraser scrisse o collaborò alla scrittura delle seguenti sceneggiature:
- I tre moschettieri (1973)
- Milady - I quattro moschettieri (1974)
- Royal Flash (1975, adattamento dal suo romanzo)
- Crossed Swords (US) o The Prince and the Pauper (UK) (1977)
- Forza 10 da Navarone (non accreditato) (1978)
- Octopussy - Operazione piovra (1983)
- Red Sonja (1985)
- The Return of the Musketeers (1989)
- Alcuni scritti su Superman II e Ashanti (1979)[10]

#### Sceneggiature non realizzate
Fraser scrisse anche le seguenti sceneggiature che non vennero trasformate in film:
- Adattamento di The General Danced at Dawn commissionato nel 1972
- Prince of Thieves da Alexandre Dumas' versione della storia di Robin Hood
- Bulldog Drummond - adattamento del romanzo
- Hannah - adattamento di un romanzo sulla vita di Helena Rubenstein con regia di Jack Clayton
- Thirteen Against the Bank - storia vera su un uomo che riuscì a sbancare il Casinò di Monte Carlo
- Adattamento della storia di Guglielmo Tell sugli antefatti della Battaglia di Mortgarten
- The Lone Ranger di John Landis, data sconosciuta
- The Ice People - adattamento da un romanzo sulla scoperta di un uomo e una donna, di una civiltà antica, intrappolati nel ghiaccio
- Berry and Co basato su una storia di Dornford Yates per il regista Lindsay Anderson
- Stortebekker per il regista Wolfgang Petersen sul pirata medievale tedesco Klaus Störtebeker
- Quentin Durward dal romanzo di Sir Walter Scott
- Biografia di Joe Stillwell per il regista Martin Ritt MGM (primi anni 1980)
- Adattamento del romanzo di James Clavell, Tai-Pan, per l'interpretazione di Steve McQueen (non utilizzata quando il film venne realizzato nel 1986) - anche un sequel
- Adattamento di 20000 leghe sotto i mari per Dino de Laurentiis